# Olympische Sommerspiele 2008/Leichtathletik – 3000 m Hindernis (Männer)

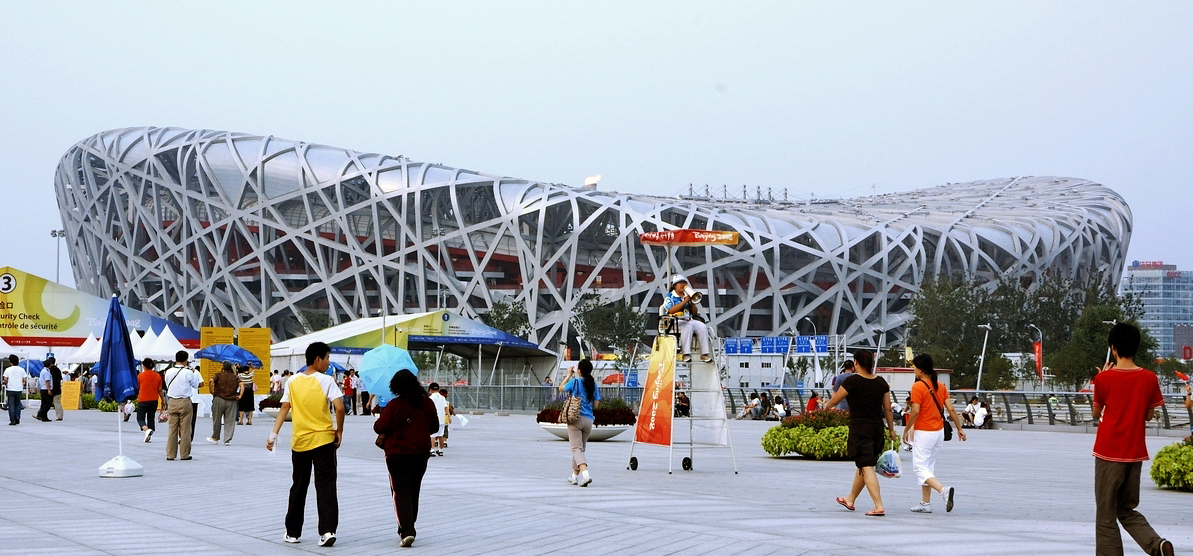
Das Vogelnest – Olympiastadion von Peking

Der 3000-Meter-Hindernislauf bei den Olympischen Spielen 2008 in Peking wurde am 16. und 18. August 2008 im Nationalstadion Peking ausgetragen. 39 Athleten nahmen daran teil.
Olympiasieger wurde Brimin Kiprop Kipruto aus Kenia, Silber ging an den Franzosen Mahiedine Mekhissi-Benabbad und Bronze an den Kenianer Richard Kipkemboi Mateelong.

## Aktuelle Titelträger
| Olympiasieger 2004                      | Ezekiel Kemboi ( Kenia)              | 8:05,81 min  | Athen 2004          |
| Weltmeister 2007                        | Brimin Kiprop Kipruto ( Kenia)       | 8:13,82 min  | Ōsaka 2007          |
| Europameister 2006                      | Jukka Keskisalo ( Finnland)          | 8:24,89 min  | Göteborg 2006       |
| Panamerikanischer Meister 2007          | Joshua McAdams ( USA)                | 8:30,49 min  | Rio de Janeiro 2007 |
| Zentralamerika- und Karibikmeister 2008 | José Alberto Sánchez ( Kuba)         | 8:53,24 min  | Cali 2008           |
| Südamerikameister 2007                  | Sergio Lobos ( Chile)                | 8:37,83 min  | São Paulo 2007      |
| Asienmeister 2007                       | Ali al-Amri ( Saudi-Arabien)         | 8:54,25 min  | Amman 2007          |
| Afrikameister 2008                      | Richard Kipkemboi Mateelong ( Kenia) | 8:31,61 min  | Addis Abeba 2008    |
| Ozeanienmeister 2008                    | Tim Rogers ( Norfolkinsel)           | 12:18,36 min | Saipan 2008         |

## Rekorde

### Bestehende Rekorde
| Weltrekord         | 7:53,63 min | Saif Saaeed Shaheen ( Katar) | Brüssel, Belgien          | 3. September 2004  |
| Olympischer Rekord | 8:05,51 min | Julius Kariuki ( Kenia)      | Finale OS Seoul, Südkorea | 30. September 1988 |

Der bestehende olympische Rekord wurde bei diesen Spielen nicht erreicht. Die schnellste Zeit erzielte der kenianische Olympiasieger Brimin Kiprop Kipruto mit 8:10,34 min im Finale am 18. August. Den olympischen Rekord verfehlte er dabei um 4,83 Sekunden. Zum Weltrekord fehlten ihm 16,71 Sekunden.

### Rekordverbesserungen
Der Teilnehmer aus Moldau stellte wie schon bei den Spielen 2004 einen neuen Landesrekord auf:
- 8:18,97 min – Iwan Lukjanow (Republik Moldau), zweiter Vorlauf am 16. August

## Vorläufe
Es fanden drei Vorläufe statt. Die jeweils vier ersten Läufer (hellblau unterlegt) sowie weitere drei zeitschnellste Athleten (hellgrün unterlegt) qualifizierten sich für das Finale.

### Vorlauf 1
16. August 2008, 9:20 Uhr
| Platz | Name                  | Nation     | Zeit        |
| ----- | --------------------- | ---------- | ----------- |
| 1     | Bouabdellah Tahri     | Frankreich | 8:23,43 min |
| 2     | Brimin Kiprop Kipruto | Kenia      | 8:23,53 min |
| 3     | Abdelkader Hachla     | Marokko    | 8:23,62 min |
| 4     | Tareq Mubarak Taher   | Bahrain    | 8:23,66 min |
| 5     | Nahom Mesfin          | Äthiopien  | 8:23,82 min |
| 6     | Ildar Minishin        | Russland   | 8:26,85 min |
| 7     | Tomasz Szymkowiak     | Polen      | 8:29,37 min |
| 8     | Rabia Makhloufi       | Algerien   | 8:29,74 min |
| 9     | Yoshitaka Iwamizu     | Japan      | 8:29,80 min |
| 10    | Valērijs Žolnerovičs  | Lettland   | 8:37,65 min |
| 11    | Alberto Paulo         | Portugal   | 8:39,11 min |
| 12    | Rubén Palomequ        | Spanien    | 8:38,50 min |
| DNF   | Matteo Villani        | Italien    |             |

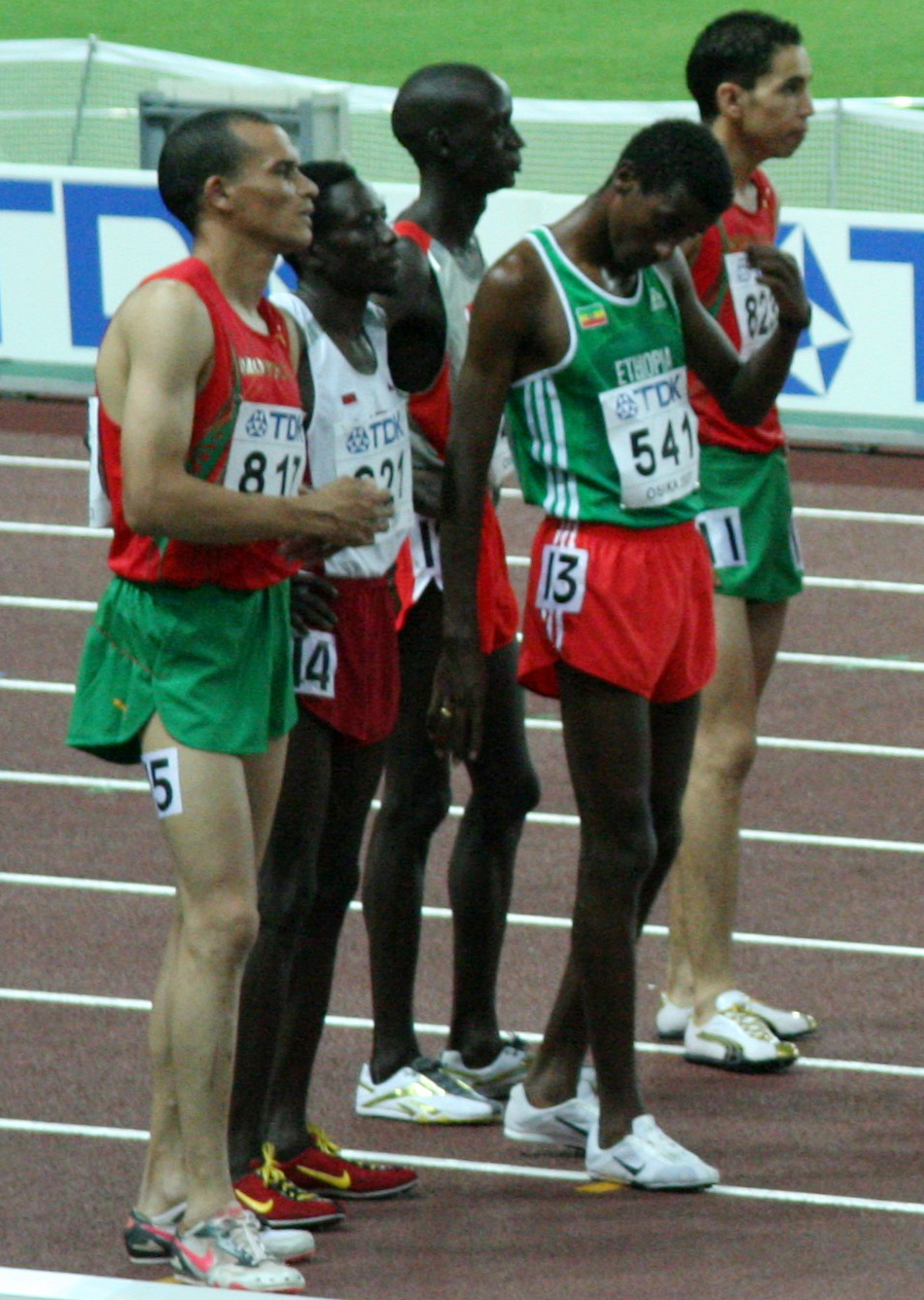
Nahom Mesfin (Nr. 541 bei den Weltmeisterschaften 2007) schied aus als Sechster des ersten Vorlaufs

Weitere im ersten Vorlauf ausgeschiedene Athleten:

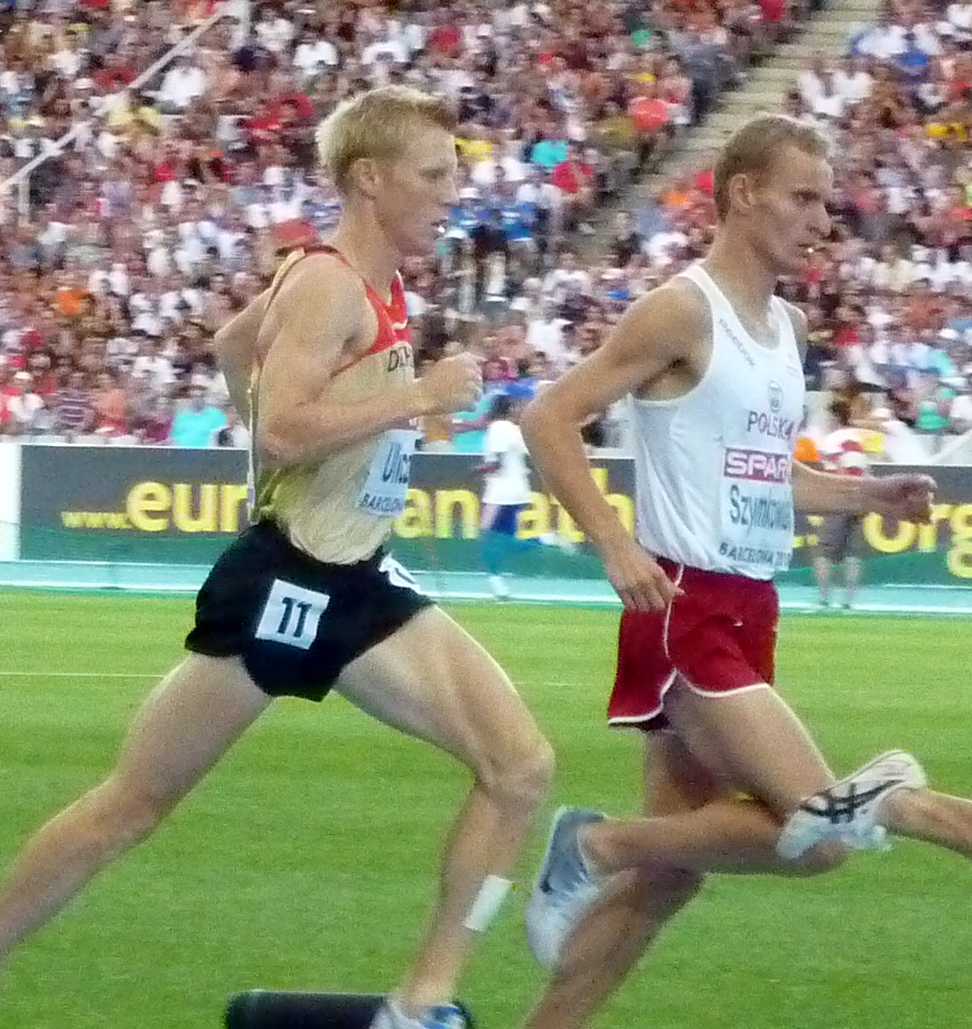
Tomasz Szymkowiak – Rang sieben
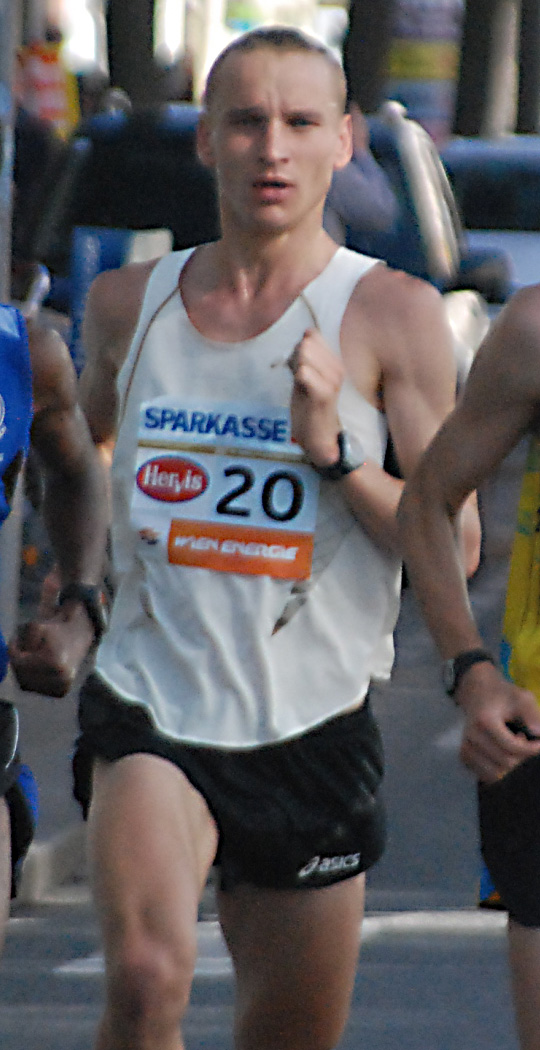
Valērijs Žolnerovičs – Rang zehn
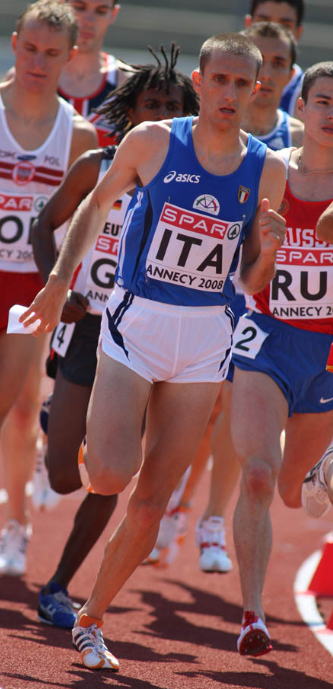
Matteo Villani (blaues Trikot) – nicht im Ziel

### Vorlauf 2

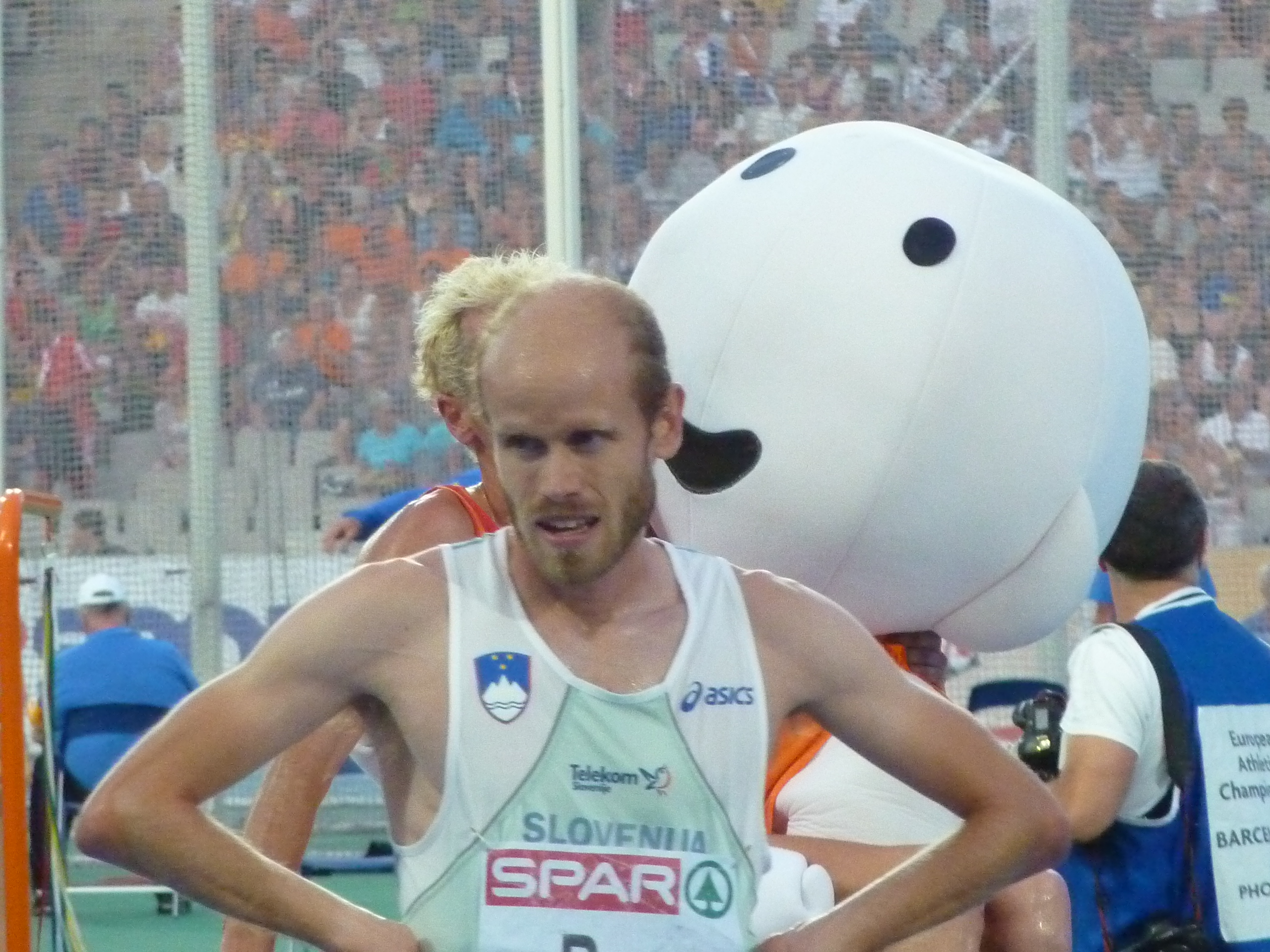
Bostjan Buc – ausgeschieden als Achter des zweiten Vorlaufs
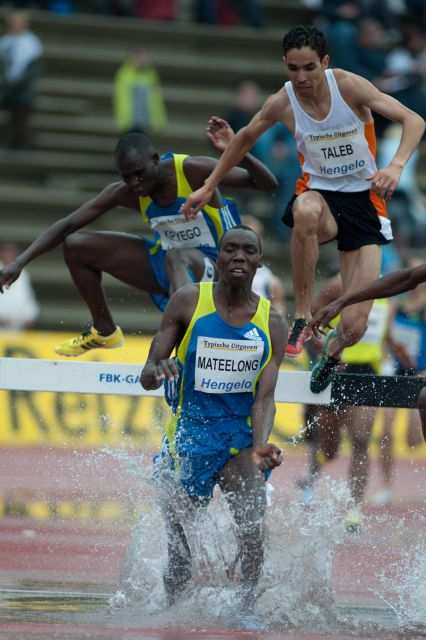
Brahim Taleb (hier als Führender eines Rennens im Jahr 2010) – ausgeschieden als Neunter des zweiten Vorlaufs

16. August 2008, 9:32 Uhr
| Platz | Name                        | Nation         | Zeit        | Anmerkung |
| ----- | --------------------------- | -------------- | ----------- | --------- |
| 1     | Yakob Jarso                 | Äthiopien      | 8:16,88 min | PB        |
| 2     | Mahiedine Mekhissi-Benabbad | Frankreich     | 8:16,95 min |           |
| 3     | Anthony Famiglietti         | USA            | 8:17,34 min | PB        |
| 4     | Ezekiel Kemboi              | Kenia          | 8:17,55 min |           |
| 5     | Mustafa Mohamed             | Schweden       | 8:17,80 min |           |
| 6     | Youcef Abdi                 | Australien     | 8:17,97 min | PB        |
| 7     | Iwan Lukjanow               | Moldau         | 8:18,97 min | NR        |
| 8     | Bostjan Buc                 | Slowenien      | 8:21,24 min |           |
| 9     | Brahim Taleb                | Marokko        | 8:23,09 min |           |
| 10    | Andrew Lemoncello           | Großbritannien | 8:36,06 min |           |
| 11    | William Nelson              | USA            | 8:36,66 min |           |
| 12    | José Luis Blanco            | Spanien        | 8:37,37 min |           |
| 13    | Ali al-Amri                 | Saudi-Arabien  | 9:09,73 min |           |
| DNS   | Jukka Keskisalo             | Finnland       |             |           |

Weitere im zweiten Vorlauf ausgeschiedene Athleten:

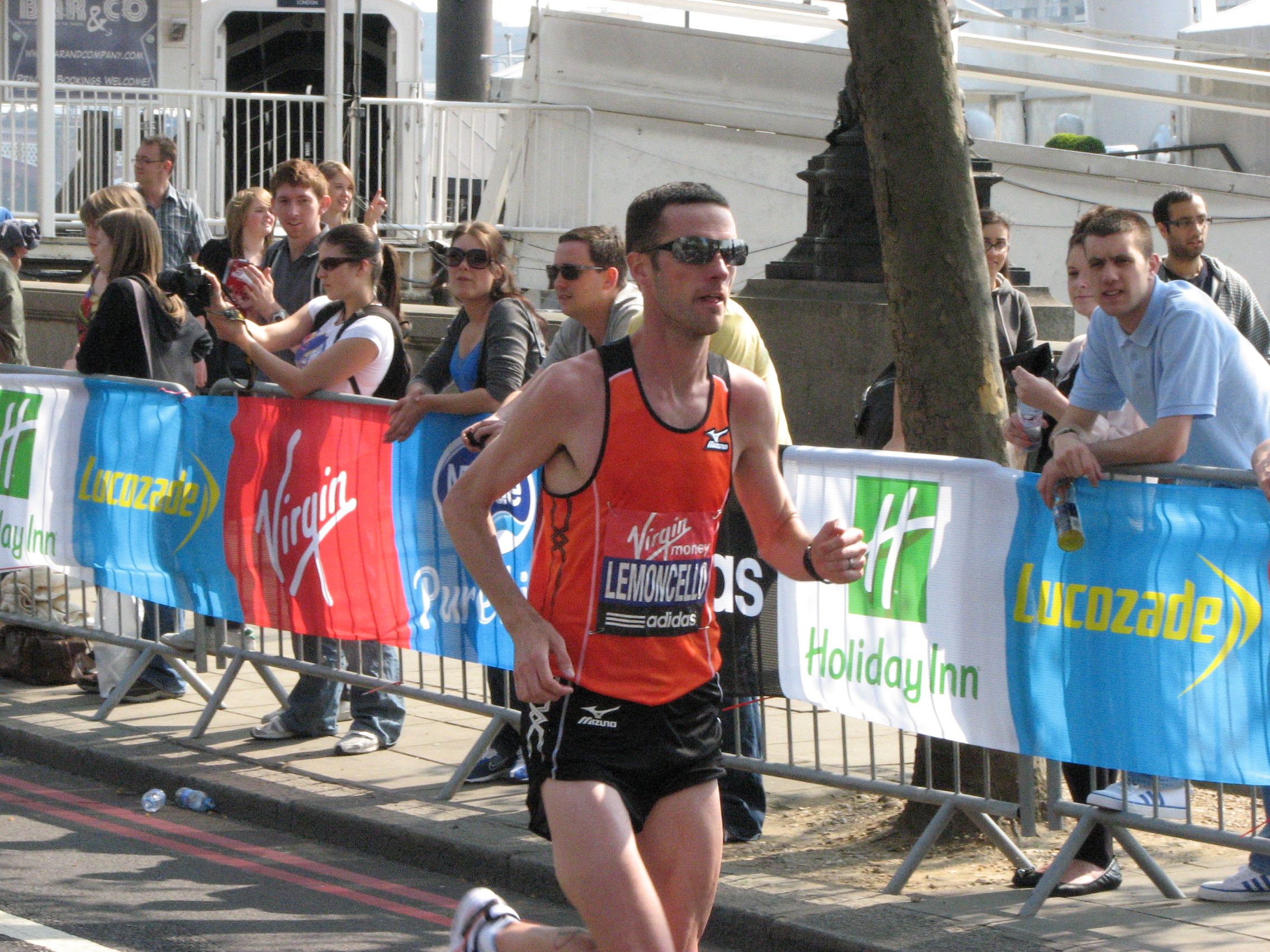
Andrew Lemoncello – Rang zehn
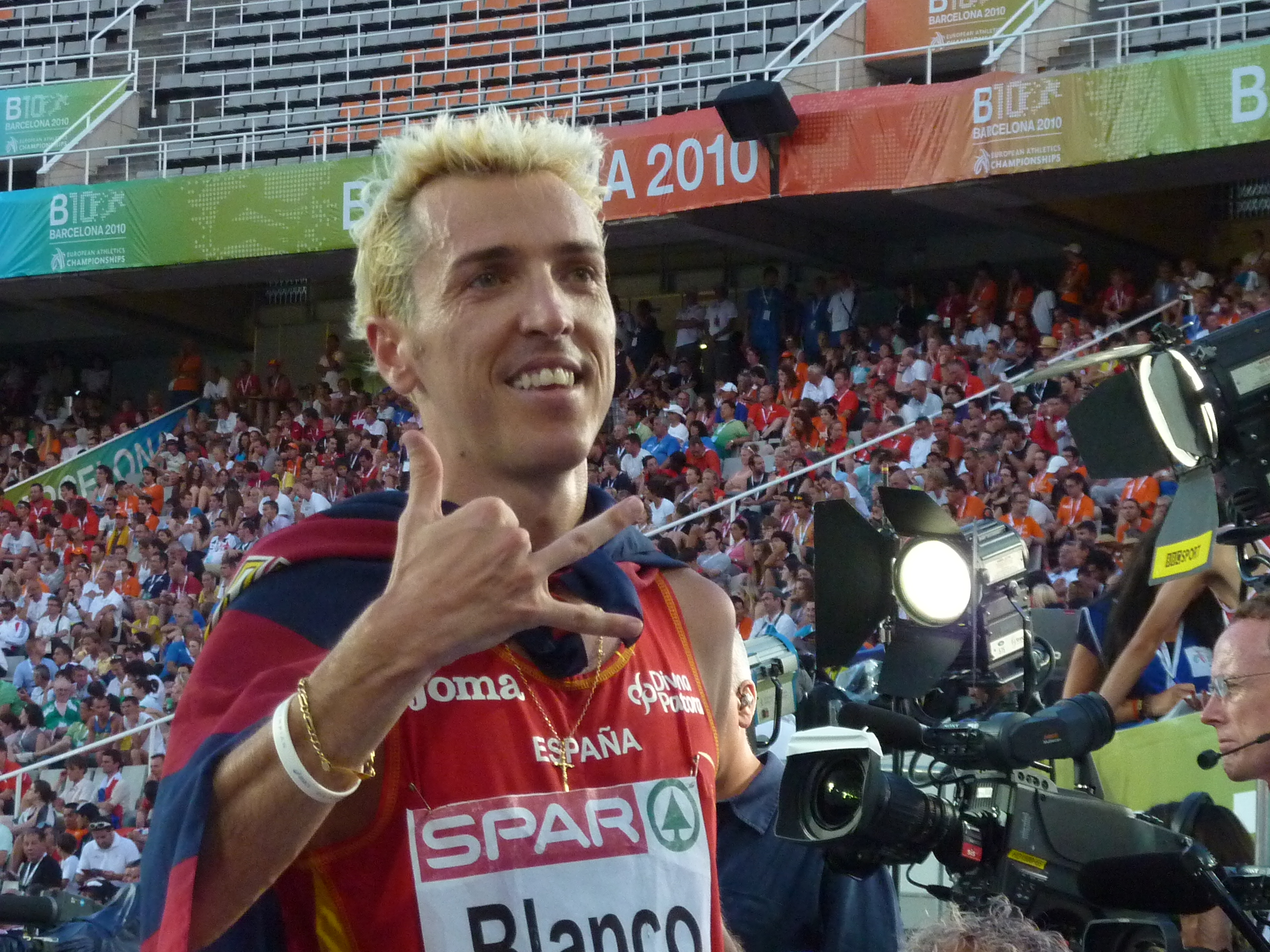
José Luis Blanco – Rang elf
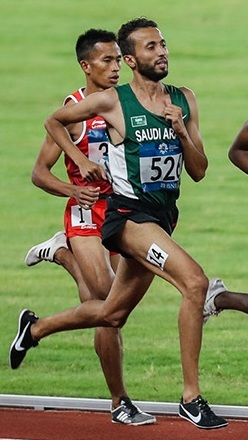
Ali al-Amri (grünes Trikot) – Rang dreizehn

### Vorlauf 3
- Eliseo Martín – ausgeschieden
als Fünfter des dritten Vorlaufs
- Hamid Ezzine – ausgeschieden
als Sechster des dritten Vorlaufs

16. August 2008, 9:44 Uhr
| Platz | Name                        | Nation     | Zeit        | Anmerkung |
| ----- | --------------------------- | ---------- | ----------- | --------- |
| 1     | Ruben Ramolefi              | Südafrika  | 8:19,86 min | PB        |
| 2     | Richard Kipkemboi Mateelong | Kenia      | 8:19,87 min |           |
| 3     | Benjamin Kiplagat           | Uganda     | 8:20,22 min |           |
| 4     | Abubaker Ali Kamal          | Katar      | 8:21,85 min |           |
| 5     | Eliseo Martín               | Spanien    | 8:23,19 min |           |
| 6     | Hamid Ezzine                | Marokko    | 8:27,45 min |           |
| 7     | Vincent Zouaqui-Dandrieux   | Frankreich | 8:27,91 min |           |
| 8     | Roba Gary                   | Äthiopien  | 8:28,27 min |           |
| 9     | Joshua McAdams              | USA        | 8:33,26 min |           |
| 10    | Pawel Potapowitsch          | Russland   | 8:36,29 min |           |
| 11    | Pieter Desmet               | Belgien    | 8:37,99 min |           |
| 12    | Halil Akkaş                 | Türkei     | 8:44,70 min |           |
| 13    | Itay Magidi                 | Israel     | 9:05,02 min |           |

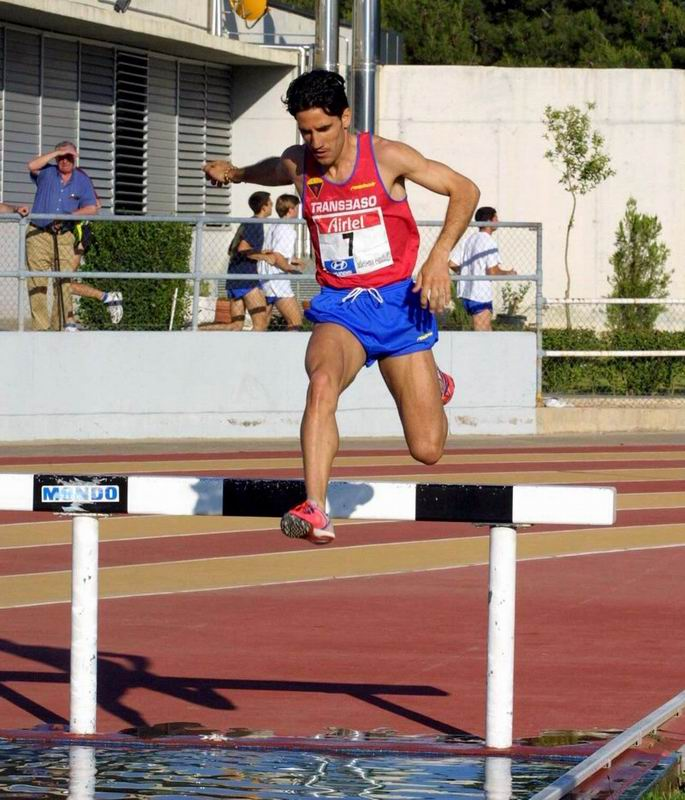
Eliseo Martín – ausgeschieden als Fünfter des dritten Vorlaufs
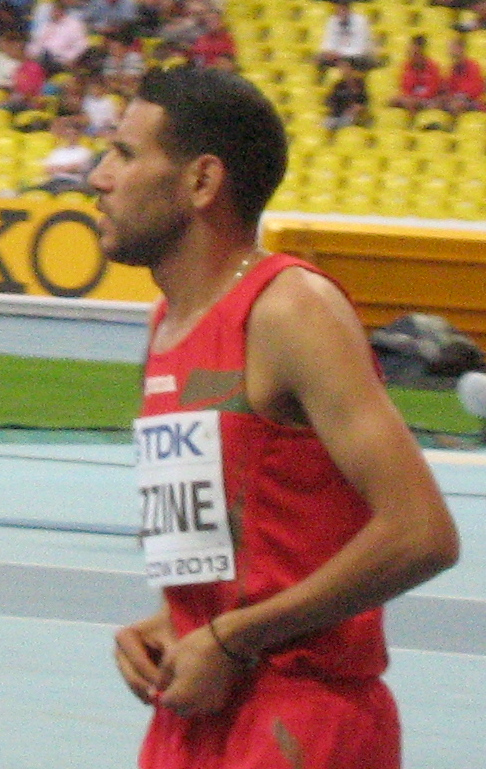
Hamid Ezzine – ausgeschieden als Sechster des dritten Vorlaufs

Weitere im dritten Vorlauf ausgeschiedene Athleten:

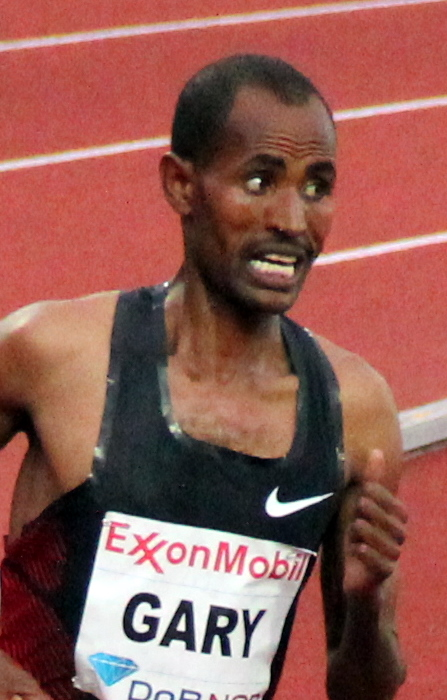
Roba Gary – Rang acht
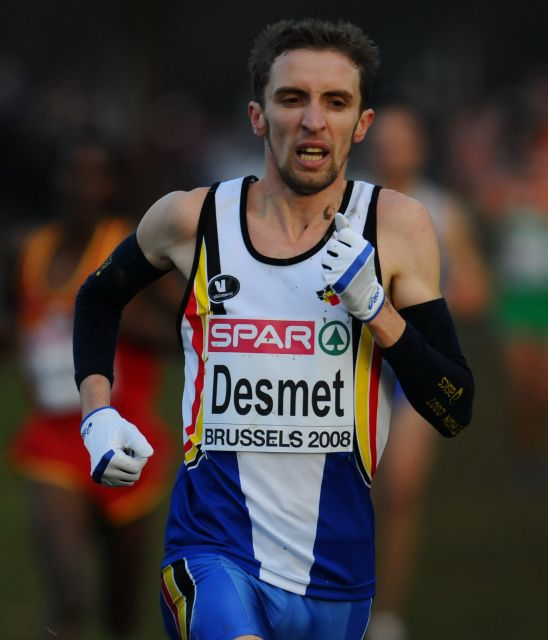
Pieter Desmet – Rang elf
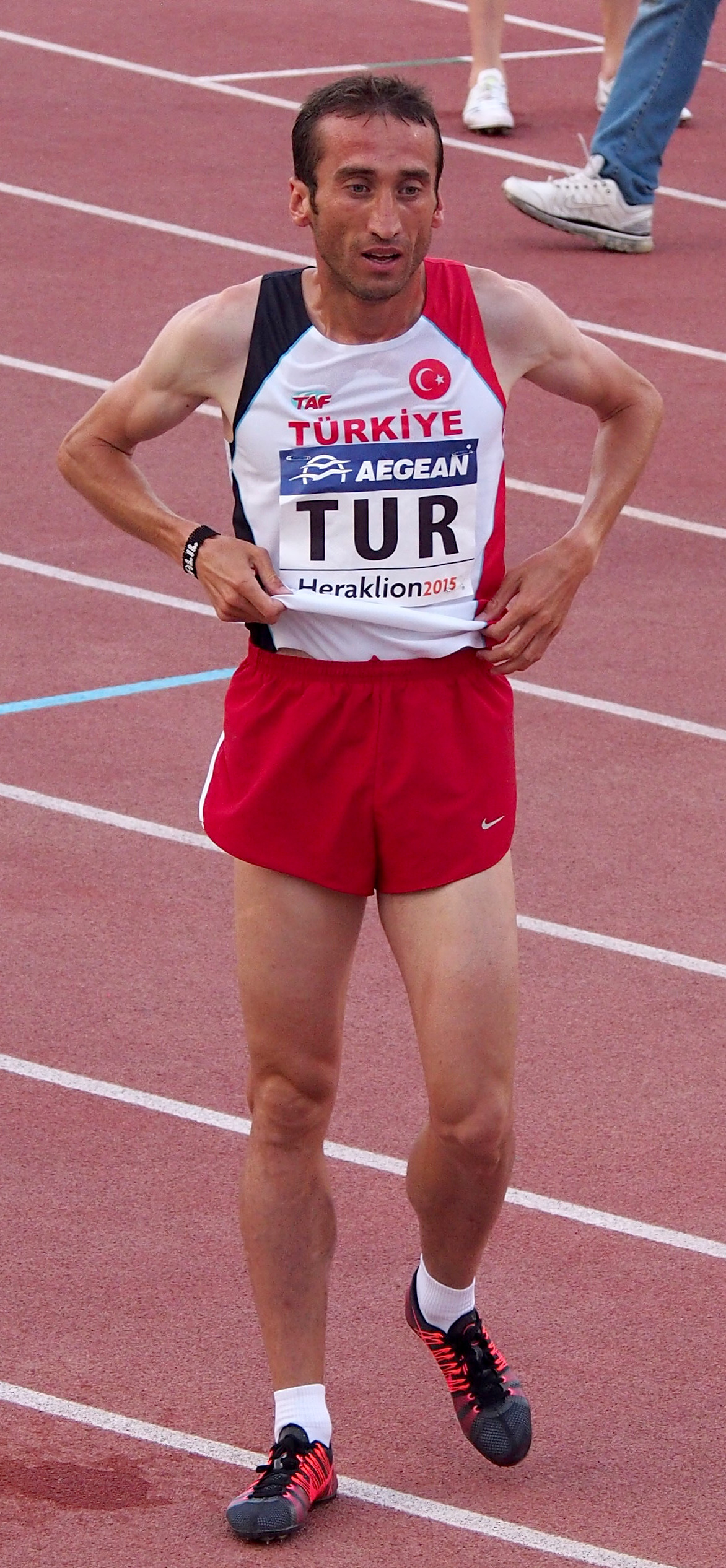
Halil Akkaş – Rang zwölf
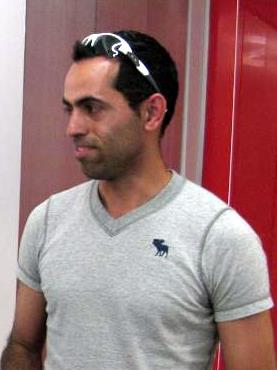
Itay Magidi – Rang dreizehn

## Finale
18. August 2008, 21:10 Uhr
| Platz | Name                        | Nation     | Zeit        | Anmerkung |
| ----- | --------------------------- | ---------- | ----------- | --------- |
| 1     | Brimin Kiprop Kipruto       | Kenia      | 8:10,34 min |           |
| 2     | Mahiedine Mekhissi-Benabbad | Frankreich | 8:10,49 min | PB        |
| 3     | Richard Kipkemboi Mateelong | Kenia      | 8:11,01 min |           |
| 4     | Yacob Jarso                 | Äthiopien  | 8:13,47 min | NR        |
| 5     | Bouabdellah Tahri           | Frankreich | 8:14,79 min |           |
| 6     | Youcef Abdi                 | Australien | 8:16,36 min | PB        |
| 7     | Ezekiel Kemboi              | Kenia      | 8:16,38 min |           |
| 8     | Abubaker Ali Kamal          | Katar      | 8:16,59 min |           |
| 9     | Benjamin Kiplagat           | Uganda     | 8:20,27 min |           |
| 10    | Mustafa Mohamed             | Schweden   | 8:20,69 min |           |
| 11    | Tareq Mubarak Taher         | Bahrain    | 8:21,59 min |           |
| 12    | Iwan Lukjanow               | Moldau     | 8:27,82 min |           |
| 13    | Anthony Famiglietti         | USA        | 8:31,21 min |           |
| 14    | Ruben Ramolefi              | Südafrika  | 8:34,58 min |           |
| 15    | Abdelkader Hachlaf          | Marokko    | 9:02,06 min |           |

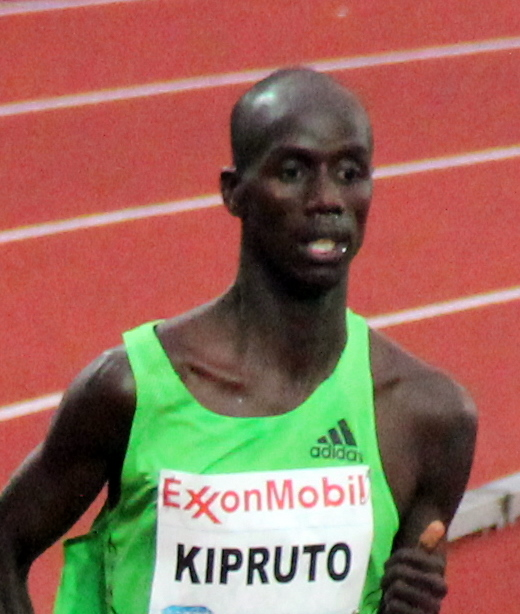
Brimin Kipruto – Olympiagold
nach WM-Gold im Vorjahr

Die Favoritenlage für dieses Rennen war eindeutig: Als Medaillenkandidaten kamen kaum andere Athleten infrage als die Läufer aus Kenia, die diesen Wettbewerb seit vielen Jahren dominierten. Eine Ausnahme hatte es gegeben. Im Jahre 2005 hatte Katar mit dem auch jetzt noch aktuellen Weltrekordler Saif Saaeed Shaheen den Weltmeister gestellt. Aber Shaheen war erst nach bereits größeren Erfolgen vom kenianischen zum katarischen Leichtathletikverband gewechselt und hatte gleichzeitig seinen Namen von Stephen Cherono in Saif Saaeed Shaheen geändert. Shaheen war hier in Peking nicht auf der Starterliste. Für Kenia hatten sich die ersten Drei der letzten Weltmeisterschaften Brimin Kiprop Kipruto, Richard Kipkemboi Mateelong und Ezekiel Kemboi qualifiziert. Als amtierender Weltmeister war Kipruto leicht favorisiert, aber Kemboi als Vizeweltmeister und Olympiasieger von 2004 sowie Mateelong als WM-Dritter wurden ebenfalls sehr stark eingeschätzt. Weitere Kandidaten für vordere Platzierungen waren der schwedische WM-Vierte Mustafa Mohamed, der vor vielen Jahren aus Somalia in Schweden eingewandert war, sowie der französische WM-Fünfte und EM-Dritte Bouabdellah Tahri.
Im Finale traten drei Kenianer, zwei Franzosen sowie jeweils ein Läufer aus Äthiopien, Australien, Bahrain, Katar, Marokko, Moldawien, Schweden, Südafrika, Uganda und den Vereinigten Staaten an.
Das Rennen begann nicht gerade zügig. Die Kenianer ließen ihre Gegner anfangs gewähren und konzentrierten sich auf eine Tempoverschärfung im letzten Drittel des Wettkampfs. Dabei positionierten sie ich jederzeit in möglichst gute Ausgangslagen mit Kontakt zur Spitze. Der erste Kilometer wurde mit dem Südafrikaner Ruben Ramolefi an der Spitze in 2:46,97 min gelaufen, was auf eine Endzeit von ca. 8:31 min hinausgelaufen wäre. So ging es weiter. Der zweite 1000-Meter-Abschnitt wies mit 2:46,87 min ein fast identisches Tempo aus. Nach zwei Kilometern führte Mustafa. Aber jetzt machten die Kenianer langsam Ernst und das Tempo wurde höher. In der letzten Runde wurde das Feld endgültig gesprengt. Fünf Läufer waren vorne noch zusammen, als es auf der Gegengeraden in die Entscheidung ging. Die drei Kenianer, der Äthiopier Yacob Jarso und ganz überraschend auch noch der Franzose Mahiedine Mekhissi-Benabbad kämpften um die Medaillen. In der Zielkurve verloren Jarso und Kemboi den Kontakt zu den drei Führenden, die fast auf einer Linie nebeneinander auf die Zielgerade einliefen. Außen spurtete Weltmeister Kipruto, innen sein Landsmann Mateelong und dazwischen der Franzose Mekhissi-Benabbad. Brimin Kiprop Kipruto setzte sich schließlich durch und wurde als Olympiasieger seiner Favoritenrolle voll gerecht. Ganz überraschend gewann Mahiedine Mekhissi-Benabbad hinter ihm die Silbermedaille, Bronze ging an Richard Kipkemboi Mateelong. Die letzten tausend Meter war Kipruto in 2:36,50 min gelaufen. Yacob Jarso konnte seinen vierten Platz behaupten, während Ezekiel Kemboi noch bis auf Rang sieben zurückfiel und dabei Bouabdellah Tahri als Fünften sowie den Australier Youcef Abdi als Sechsten passieren lassen musste.
Brimin Kiprop Kipruto gewann die bereits neunte Goldmedaille für Kenia über 3000 Meter Hindernis. Es war die siebte in Folge.
Mahiedine Mekhissi-Benabbads Silbermedaille war die zweite für Frankreich und Frankreichs vierte Medaille insgesamt in dieser Disziplin – Jean Chastaniés Bronze von 1900 über 2500 Meter Hindernis mitgerechnet.

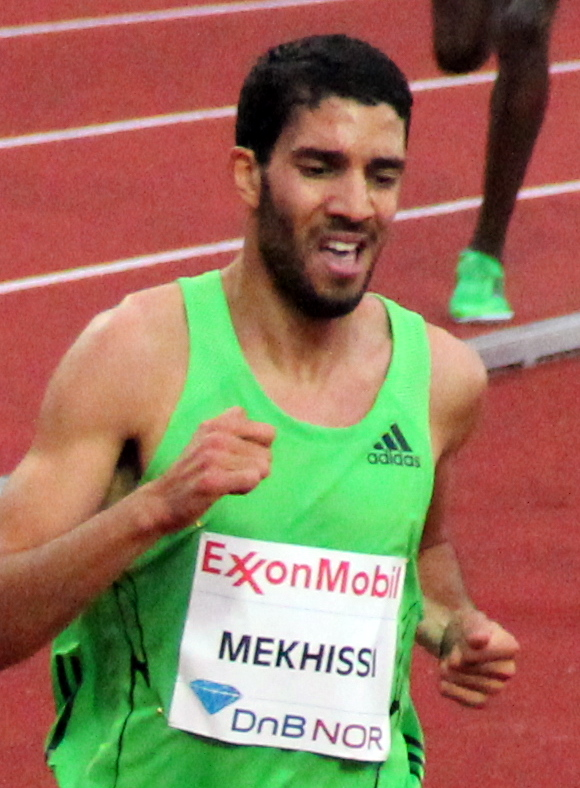
Silbermedaille für Mahiedine Mekhissi-Benabbad
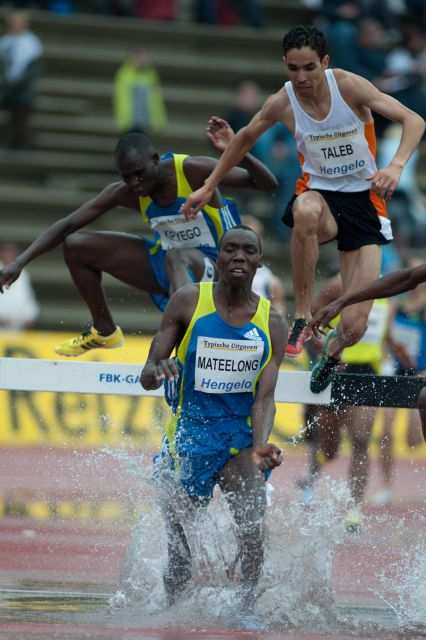
Bronzemedaillengewinner Richard Kipkemboi Mateelong (hier im Jahr 2010)
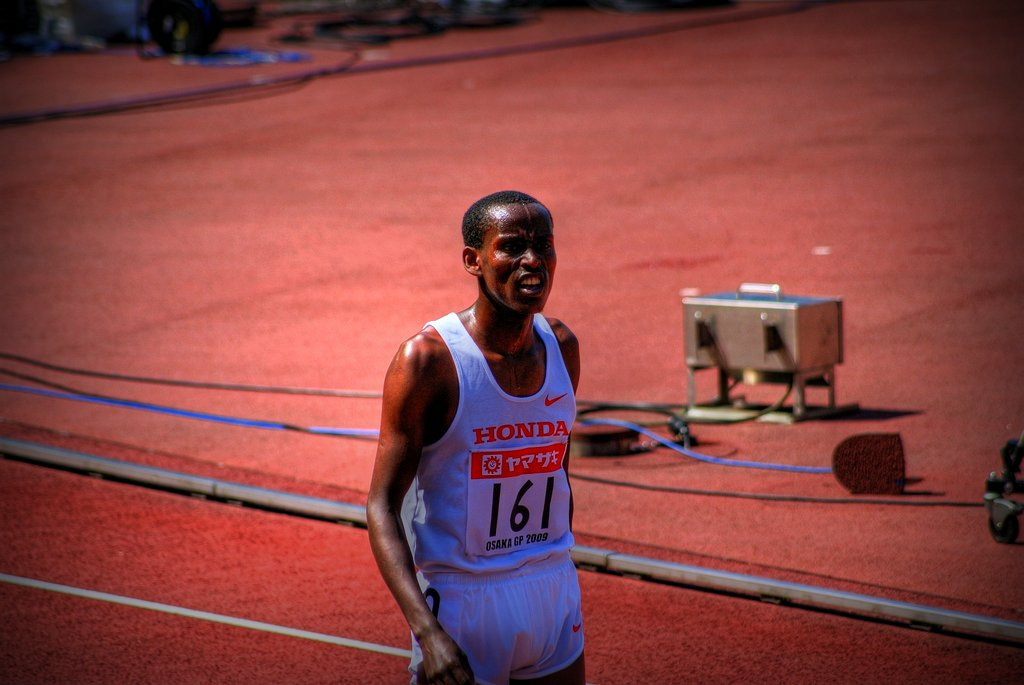
Yacob Jarso – Rang vier
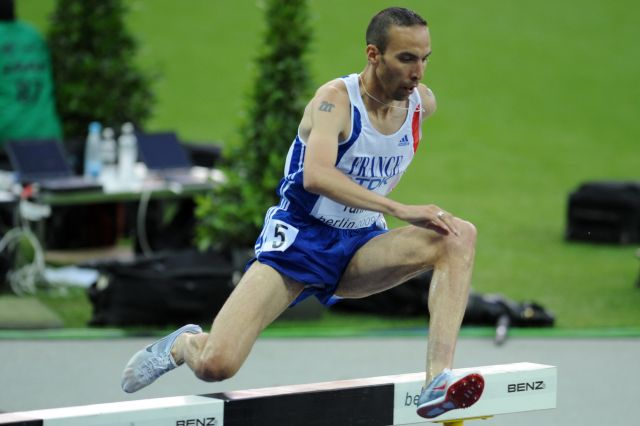
Der fünftplatzierte Bouabdellah Tahri

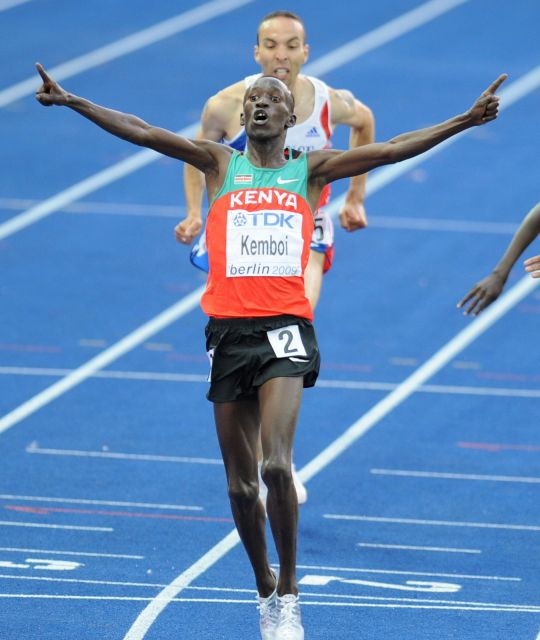
Der Olympiasieger von 2004 Ezekiel Kemboi (hier im Jahr 2009) kam diesmal auf den siebten Platz
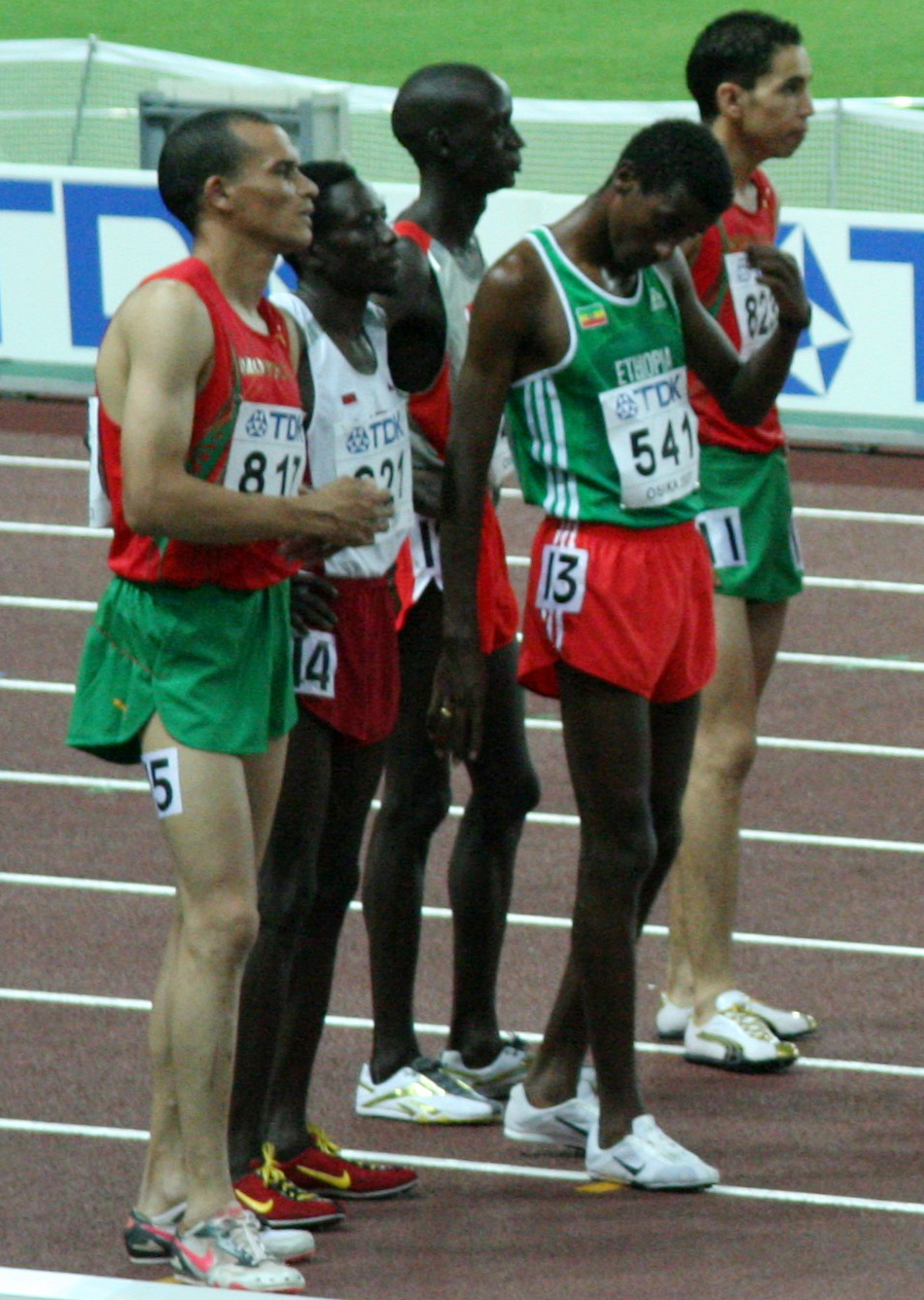
Abubaker Ali Kamal (Hose: Nr. 13) wurde Olympiaachter
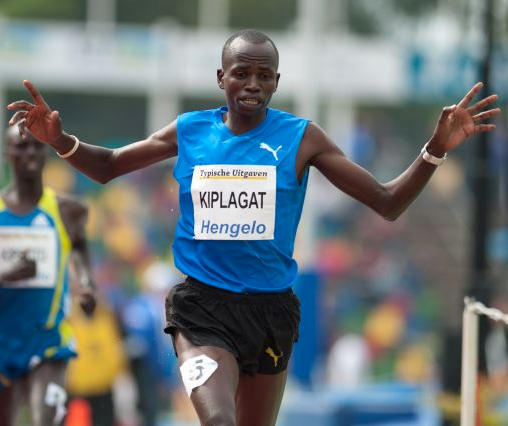
Benjamin Kiplagat – Rang neun
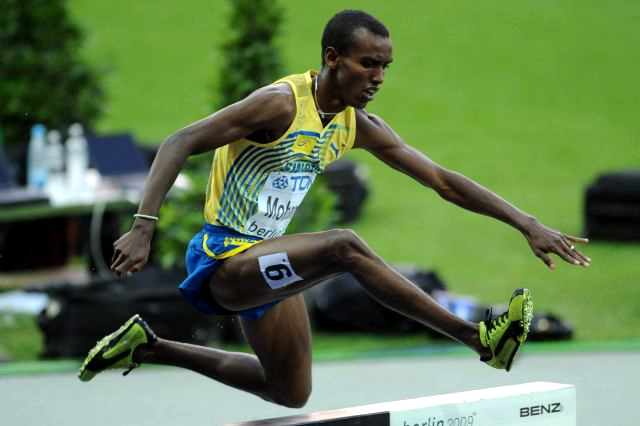
Platz zehn für Mustafa Mohamed

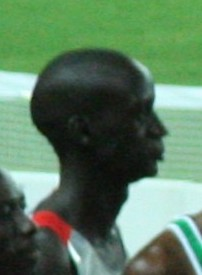
Tareq Mubarak Taher – Platz elf
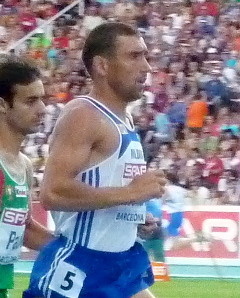
Iwan Lukjanow belegte den zwölften Rang – im Vorlauf hatte er einen Landesrekord für Moldau aufgestellt
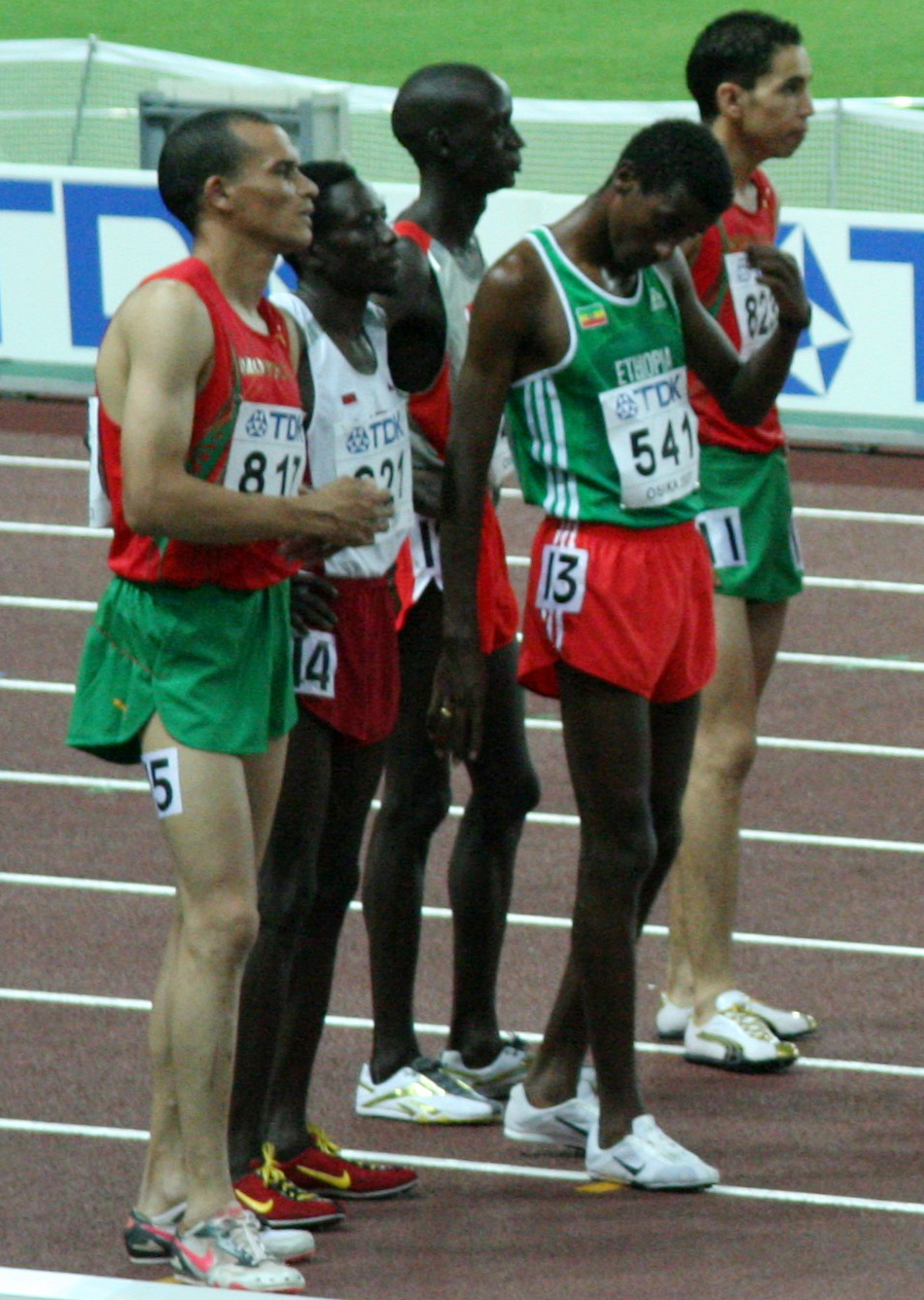
Abdelkader Hachlaf (ganz links bei den Weltmeisterschaften 2007) – Platz zwölf

## Video
- Athletics 3000m Steeplechase Men - Final, youtube.com, abgerufen am 6. März 2022